# As-Sayyid al-Badawi

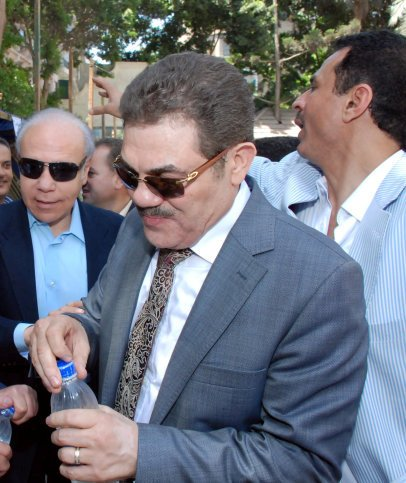
El-Sayyid el-Badawi

as-Sayyid al-Badawi Schahata (nach der ägyptisch-Arabischen Schreibweise auch El-Sayyid el-Badawi Shehata, arabisch السيد البدوي شحاتة, DMG as-Sayyid al-Badawī Šaḥāta; * 1950 in Tanta, Ägypten) ist ein ägyptischer Pharmaunternehmer  und ehemaliger Vorsitzender der Neuen Wafd-Partei. Er trat in der Partei am 28. Mai 2010 die Nachfolge von Mahmoud Abaza an und amtierte bis 2018.
al-Badawi absolvierte die Fakultät für Pharmazie der Universität Alexandria im Jahre 1973. Er trat der Partei 1983 bei und war auch ihr Generalsekretär.
Er ist Besitzer und Vorstandsvorsitzender des Fernsehkanals Haya TV.